# بريت أسومبالونغا
بريت أسومبالونغا، (بالإنجليزية: Britt Assombalonga)‏ هو لاعب كرة قدم يلعب لصالح منتخب الكونغو الديمقراطية  ونادي ميدلزبره الإنجليزي في الوقت الحالي.

## روابط خارجية
- بريت أسومبالونغا على موقع اتحاد تركيا (لاعب) (الإنجليزية)
- بريت أسومبالونغا على موقع قاعدة بيانات كرة القدم.إي يو (الإنجليزية)
- بريت أسومبالونغا على موقع ناشيونال فوتبول تيمز (الإنجليزية)
- بريت أسومبالونغا على موقع Soccerbase.com (لاعب) (الإنجليزية)
- بريت أسومبالونغا على موقع Soccerway.com (الإنجليزية)
- بريت أسومبالونغا على موقع عالم كرة القدم.نت (الإنجليزية)